# 牛尾草
牛尾草（学名：Festuca elatior），又名歐洲羊茅，是一种禾本科植物。这种植物在中国东北、华北、西北以及山东、江苏等地区均有栽培。牛尾草原产于欧洲，世界各国普遍有栽培。